# Сумпорача
Hypholoma fasciculare или сумпорача је базидиомицетна гљива из фамилије Strophariaceae. Сумпорача је једна од најчешћих гљива наших шума и паркова.

## Макроскопски опис
Базидиокарп (шешир) 0.5-20 cm, у почетку конвексан, касније широко конвексан или скоро раван, гладак, понекад са широким и ниским испупчењем на врху; боја је у почетку светло и јарко жута, касније сумпорно жута са зеленкастим тоновима, а у центру или на врху пилеуса са тамнијим наранџастим тоновима; код младих примерака маргина је повијена према унутрашњости, касније слободна и благо таласаста, често са жутим висећим љуспицама, или крпицама, односно остацима парцијалног вела (velum partiale), крпице касније потамне због нагомиланих спора. Хименофор је сачињен од уских и густо распоређених ламела (листића) које су аднатно постављени (широко прирасли за дршку), у почетку су светложути, а кад сазру споре листића потамне у сумпурно-зелене до љубичасто-браон. Дршка 4-10(15) cm, цилиндрична, танка, шупља, често закривљена и у основи обично сужена, боја је бледожута са браонкастим фибрилозним крпицама; парцијални вео је непостојан и некада формира фибрилозну зону у горњем делу дршке налик непостојаном прстену (annulus). Месо је светложуто, у основи дршке браонкасто, има слаб мирис гљива, а укуса је веома горког. 

## Микроскопски опис
Споре 5.8-7.3 x 3.5-4.3 μm, елипсовидне, глатке, са ситним капљицама, имају задебљен ћелијски зид, са герминативном пором, по боји светло до тамнобраон. Базидије 20-23 x 5-6 μm, цилиндричне до клаватне, стеригме носе по 4 спора. Плеуроцистидије 25-36 x 9.5-12 μm, у облику хризоцистидије, лагениформне (у основи широке, на врху сужене) са издуженим вратом и жућкасто пигментиране. Хеилоцистидије 20-38 x 6-9 μm, заобљено лагениформне или цилиндричне са проширеним апексом. Пилеипелис састављен од неколико слојева филаментозних хифа паралелно постављених, неке су инкрустриране, интрацелуларно пигментиране, септиране; Хиподермијум састављен од субглобуларних и полигоналних хифалних ћелија дужине 10-30 μm. Трама састављена од испреплетених хијалинских хифа са танким зидовима 3-8 μm. Кукасте спојнице (clamp connections) присутне код већине септа. 

## Екологија и хабитат
је лигниколни сапротроф што значи да се храни мртвом органском материјом и то на пањевима, трулим гранама и корењу и трулим стаблима листопадних и иглолисних дрвенастих биљака. Расте бусенасто, у великим групама, ретко појединачно од раног пролећа до касне јесени, а кад је блага зима и преко целе године.

## Јестивост
Сумпорача је отровна врста. Симптоми тровања су мучнина, повраћање и дијареја, а јављају се од 15 минута до 4 сата после јела. У литератури се H. fasciculare углавном наводи као благо отровна врста. Ипак, постоје и подаци о фаталним исходима и приликом тровања са овом врстом пријављени су акутни хепатитис са оштећењем у бубрезима и срцу.

## Хемијска својства
Бројна истраживања су показала да H. fasciculare садржи различите антиоксидативна једињења као токофероле, аскорбинску киселину, каротеноиде итд., a установљена је и висока антимикробна активност против грам-позитивних бактерија,. Фасцикулоли добијени од ове врсте гљива, инхибирају раст неких биљака и инхибирају калцијум-везујући протеин калмодулин.